# Cecilienkoog
Cecilienkoog (dänisch: Cecilie Kog, nordfriesisch: Cecilienkuuch) ist ein besiedelter Ortsteil der Gemeinde Reußenköge in Schleswig-Holstein. Mit einer Fläche von 448 ha zählt er zu den kleineren Ortsteilen der Gemeinde. Er wurde zwischen 1903 und 1905 eingedeicht und ist nach Cecilie von Mecklenburg-Schwerin benannt. Die Finanzierung der Eindeichung erfolgte etwa je zur Hälfte durch Privatinteressenten und die öffentliche Hand.

## Topographie
Der Cecilienkoog befindet sich inmitten der nordfriesischen Marsch im mittleren Nordfriesland. Er befindet sich am südlichen Ende der Gemeinde Reußenköge und ist dem Desmerciereskoog westlich vorgelagert. Der seit dem 1. Januar 2005 nach Reußenköge eingegliederte Nordteil des neuen Beltringharder Koogs im Westen reicht allerdings weiter nach Süden. Die Einfallstraße (L 278) aus Richtung Struckum biegt im Cecilienkoog Richtung Norden ab und verläuft von dort weiter in den benachbarten Sönke-Nissen-Koog. Der Koog ist dünn besiedelt. Die benachbarten Köge sind:
| Sönke-Nissen-Koog   | Reußenkoog                                  |                         |
| Beltringharder Koog | Kompassrose, die auf Nachbargemeinden zeigt | Sophien-Magdalenen-Koog |
|                     | Hattstedter Neuer Koog                      | Desmerciereskoog        |

Aufgrund des Datums der Eindeichung wird er zu den Jungmarschen gerechnet. Die Siedlungsstruktur entspricht der einer Streusiedlung. Diese besteht größtenteils aus den in weiten Teilen noch landwirtschaftlich bewirtschafteten Gehöften.

## Geschichte

### Vor der Bedeichung
Nachdem sich in Sachen Landgewinnung in der Bredstedter Bucht nach der Eindeichung des Reußen- und Louisenkooges Ende des 18. Jh. Nichts mehr getan hatte, kam es in der zweiten Hälfte des 19. Jh. zu einer verstärkten Anlandung von Sedimentmaterial im südlichen Bereich der Bredstedter Bucht. Diese Anlandung war maßgeblich durch die günstigen Strömungsbedingungen infolge des Baus des Damms zur Hamburger Hallig bedingt. Die Vorländereien, dessen Gebiete zu früherer Zeit Teil der Piek-, Meed- und Jakobshallig waren, wurden bereits vor der Eindeichung als Viehweiden benutzt. Im Jahr 1902 schließlich gab die kaiserliche Regierung den Auftrag, dieses Gebiet in einer Größe von um die 450 ha zu bedeichen.

### Eindeichung
Die Eindeichung begann im Oktober des Jahres 1903. Die Arbeiten an dem neuen rund 4,5 km langen Deich wurden am 12. Juli 1905 abgeschlossen. Für die Bauarbeiten war eine Firma aus dem Norden Brandenburgs (bei Wilsnack) ausgewählt geworden.
Eine sehr kritische Situation war am 6. April des Jahres 1904 zu überstehen, als eine Sturmflut die Nordseeküste heimsuchte. Auch wenn keine Menschenleben zu beklagen waren, so war es für das Projekt doch ein herber Rückschlag.
Während der gesamten Zeit der Eindeichung waren bis zu 400 Arbeiter beschäftigt. Für die bauausführende Firma war dieses Projekt ein Verlustgeschäft., da die Schäden aus der Sturmflut vertragsgemäß nicht vom Bauherren, dem Domänenrent- und Bauamt Husum, sondern vom Bauunternehmen getragen werden musste.

### Besiedlung
Entsprechend der Finanzierung, teilte sich der Koog in einen fiskalischen (staatlichen) Teil und einen der Privatinteressenten. Letzterer stammt aus einem Gemeinschaftskauf von vor Ort ansässigen Landwirten aus dem Jahr 1866 aus dem Nachlass des Hamburger Reeder und Kaufmanns Berend Roosen. Die Parzellen des fiskalischen Anteils wurden meistbietend versteigert. Die vermessenen Parzellen waren zwischen 2 und 8 ha groß.

## Nutzung

### Landwirtschaft

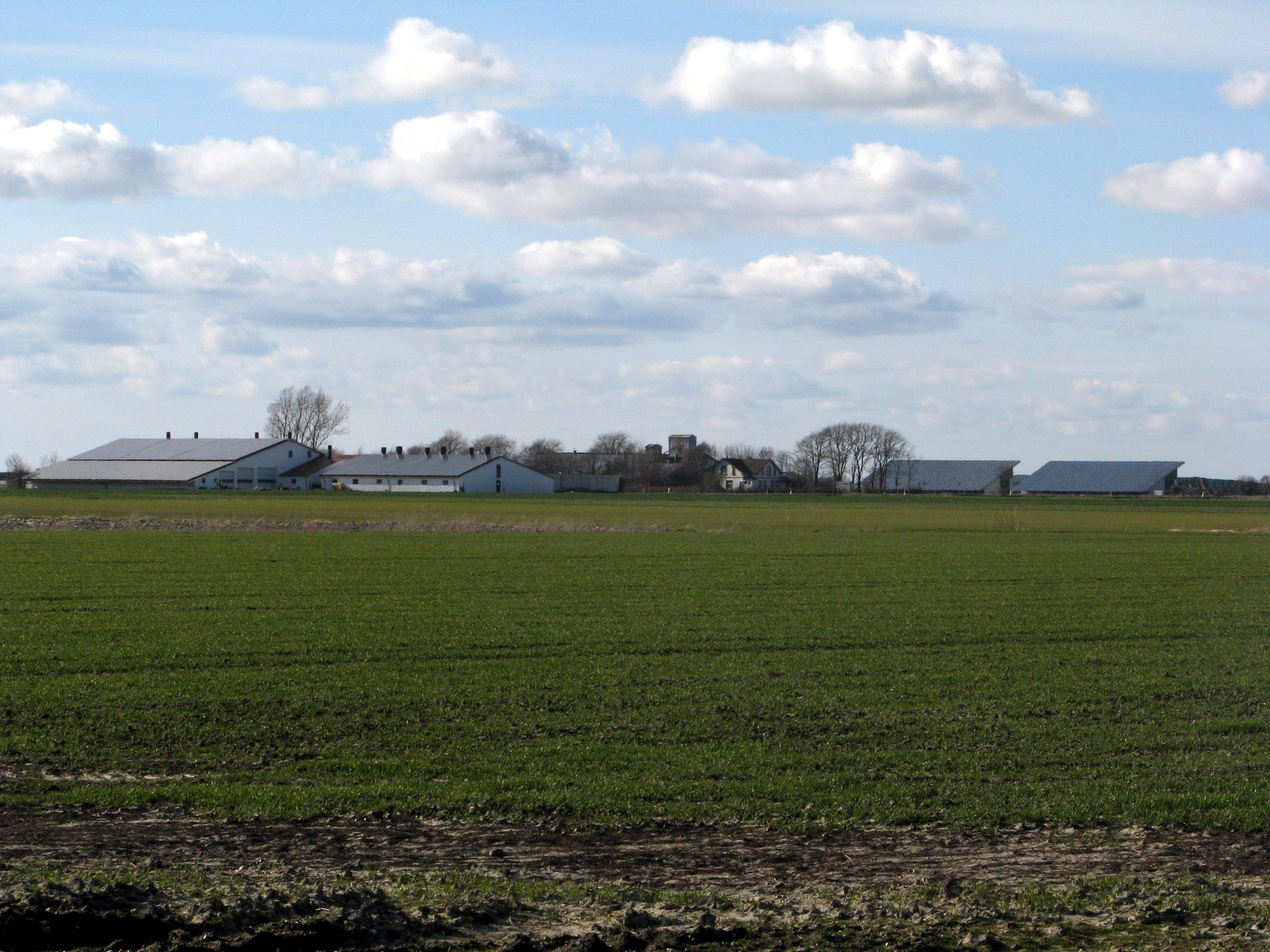
Wirtschaftsgebäude dreier landwirtschaftlicher Betriebe im Cecilienkoog

Die Landwirtschaft nahm von Anbeginn den Kern der Wirtschaftsstruktur ein. Heute sind noch fünf Haupterwerbsbetriebe im Koog ansässig. Einige Ländereien werden aber auch von Landwirten aus den Nachbarkögen bewirtschaftet. Die im Koog ansässigen Betriebe betreiben größtenteils Ackerbau in Kombination mit Schweinehaltung. Einige bieten auch Ferienwohnungen an. In den letzten Jahren sind auf vielen Hofgebäuden Photovoltaikanlagen errichtet worden, die den Betrieben eine weitere Einkommensquelle bieten.

### Gewerbe

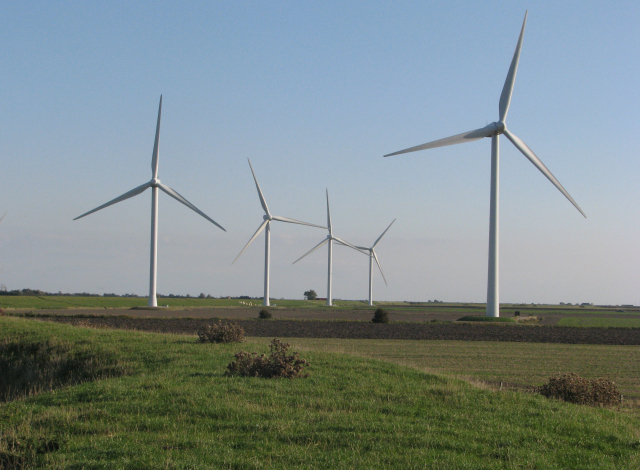
Windkraftanlagen im Cecilienkoog

Als Gewerbebetrieb ist im Cecilienkoog ein Projektierungsbüro für Erneuerbare Energien ansässig. Darüber hinaus ist im Koog ein Solarfeld errichtet worden. Außerdem prägen 5 Windkraftanlagen und eine Biogasanlage das Bild des Kooges.

## Statistische Daten zum Koog
In der nachstehenden Tabelle sind Bevölkerung und Haushalte aus der Volkszählung vom 25. Mai 1987 nachgewiesen, da diese Zahlen in den Folgejahren nur auf Gemeindeebene fortgeschrieben werden.
| Wohn- platz- Nr. | Koog         | Ein- deichung | Fläche km² | Volkszählung 1987 | Volkszählung 1987 |
| Wohn- platz- Nr. | Koog         | Ein- deichung | Fläche km² | Bevölkerung       | Haushalte         |
| ---------------- | ------------ | ------------- | ---------- | ----------------- | ----------------- |
| 1                | Cecilienkoog | 1905          | 4,48       | 61                | 18                |